# サンクトペテルブルク (潜水艦)
B-585「サンクトペテルブルク」（ロシア語：Б-585 «Санкт-Петербург»サンクトピチルブールク）は、ロシア海軍の潜水艦である。

## 概要
B-585「サンクトペテルブルク」は、第677号計画「ラーダ」型潜水艦の1番艦として1997年12月26日に起工した。工場内での名称は01570であったが、年内にロシアの古都サンクトペテルブルクに因んで命名された。しかし、進水は2004年10月28日まで長引いた。
当初は、ロシア海軍向けではなく輸出用潜水艦と見られていたが、ロシア海軍は2005年、バルト艦隊向けに同型艦を6～9隻建造する意向を明らかにした。
「サンクトペテルブルク」は、2005年6月29日から7月3日にかけてサンクトペテルブルク港で行われた国際海軍展示会で展示された。イタル・タス通信によれば、「サンクトペテルブルク」は2005年中に就航する予定であったが実現せず、2006年8月初頭に2回目の洋上テストを行い、2007年初頭、最後の洋上テストを行った後、同年11月2日、ロシア海軍に引き渡された。就役は2010年5月8日となった。